# The New York Earth Room
The New York Earth Room est une installation créée en 1977 par Walter De Maria, située à New York, aux États-Unis.

## Caractéristiques
The New York Earth Room est située au deuxième étage du 141 Wooster Street, dans le quartier new-yorkais de SoHo. L'œuvre consiste en une simple pièce de 335 m2, aux murs peints en blanc, dont le sol est uniformément recouvert d'une couche de terre noire de 56 cm de profondeur ; l'ensemble mesure au total environ 190 m3 et pèse 127 tonnes. Le reste de la pièce est intégralement vide.
L'œuvre n'est pas immédiatement visible par le spectateur, mais l'odeur de la terre est perceptible dès qu'on pénètre dans le lieu d'exposition. Une plaque de plexiglas sépare les visiteurs de l'œuvre, lesquels sont invités à ne pas marcher sur la terre, ni à déposer des objets dessus. La sculpture est arrosée  et ratissée et une fois par semaine.

## Historique
Walter De Maria effectue une première Earth Room à Munich en Allemagne, en 1968. Une deuxième itération est installée au musée régional de la Hesse de Darmstadt en 1974.
The New York Earth Room est une commande de la Dia Art Foundation et est créée en 1977 à la Heiner Friedrich Gallery de New York, dont il s'agit de la dernière exposition. À la différence des deux premières Earth Rooms, celle de New York est toujours en place et n'a pas été démantelée après les trois mois d'exposition. Elle est ouverte au public de façon continue et gratuitement depuis 1980.